# Dimaro
Dimaro település Olaszországban, Trento megyében. Lakosainak száma 1298 fő (2015). Dimaro Commezzadura, Malè, Monclassico, Pinzolo, Ragoli, Tuenno és Cles községekkel határos.

## Népesség
A település népességének változása:

| 2015 | 1 298 |